# 11984 Manet
11984 Manet (tên chỉ định: 1995 UK45) là một tiểu hành tinh vành đai chính. Nó được phát hiện bởi Eric Walter Elst ở Caussols, Alpes-Maritimes, Pháp, ngày 20 tháng 10 năm 1995. Nó được đặt theo tên Édouard Manet a French painter.